# Provincia de Madang
La Provincia de Madang es una de las veinte divisiones administrativas del Estado Independiente de Papúa Nueva Guinea, situada en la costa septentrional del país. Es conocida por sus muchas y elevadas colinas, con algunos de los picos más altos del país; por sus volcanes, todavía activos; y por una increíble variedad de lenguas (hasta 175 distintas, en una población que no alcanza el medio millón de habitantes). Su superficie es de 29.930 kilómetros cuadrados, con unos 300 kilómetros de largo y unos 160 kilómetros de ancho, más cuatro islas grandes y varias islas pequeñas. La capital de la provincia es Madang. Con sus casi 30.000 habitantes, se trata de la tercera mayor ciudad de Papúa Nueva Guinea.

## Geografía
Al sur se encuentra la cordillera de Bismarck, con alturas que van más de 4.000 metros. El Monte Wilhelm, la montaña más alta de Papúa Nueva Guinea con 4.509 metros, se encuentra aquí. También en el sur, el valle Ramu separa la Cordillera de Bismarck de la Cordillera de Finisterre hacia el sur este de la provincia. Las montañas son ricas en árboles proveedores de maderas. El bosque recibe continuas lluvias, mientras que la planicie costera de Vallery está abierta y salpicada de palmeras.
Las islas cercanas a la costa del mar son, en algunos casos volcánicas. En 2004/2005 la población de la Isla de Manam fue evacuada debido a la erupción de un volcán homónimo. Bagabag y Karkar no han tenido las principales actividades volcánicas en los últimos años.
La provincia de Madang recibe abundantes lluvias (3.2 metros en Madang), la estación lluviosa se extiende de noviembre a junio.

## Población
La provincia tiene una población de 365.106 personas. Considerando su superficie, la densidad poblacional es de 12.6 habitantes por kilómetro cuadrado.
En la provincia se hablan numerosas lenguas papúes y algunas lenguas austronesias, además de tok pisin, que es el idioma oficial. Entre las lenguas autóctonas destaca el grupo de las lenguas Madang-Adelbert que se clasifican dentro de la macrofamilia transneoguineana.

## Economía
Las fábricas de madera Ramu Sugar y Jant/Gogol son las industrias que emplean a más empleados en Papua Nueva Guinea, mientras que la industria de enlatado de atún en Alexishafen es la segunda industria que emplea a más empleados después de las fábricas de madera Ramu Sugar y Jant/Gogol. Madang es el segundo productor de copra y ganado de Papúa Nueva Guinea y el tercer productor de cacao. La mayor parte de esta zona todavía está lejos de las rutas de transporte y está muy poco desarrollada..

## Distritos
La provincia está constituida en 6 distritos:
- Distrito Bogia
- Distrito Madang
- Distrito Middle Ramu
- Distrito Rai Coast
- Distrito Sumkar
- Distrito Usino Bundi

- Datos: Q326254
- Multimedia: Madang Province / Q326254